# Megathymus yuccae
Megathymus yuccae là một loài bướm phân bố rộng khắp miền nam Hoa Kỳ, thuộc họ Bướm nhảy, phân họ Megathyminae.

## Hình ảnh

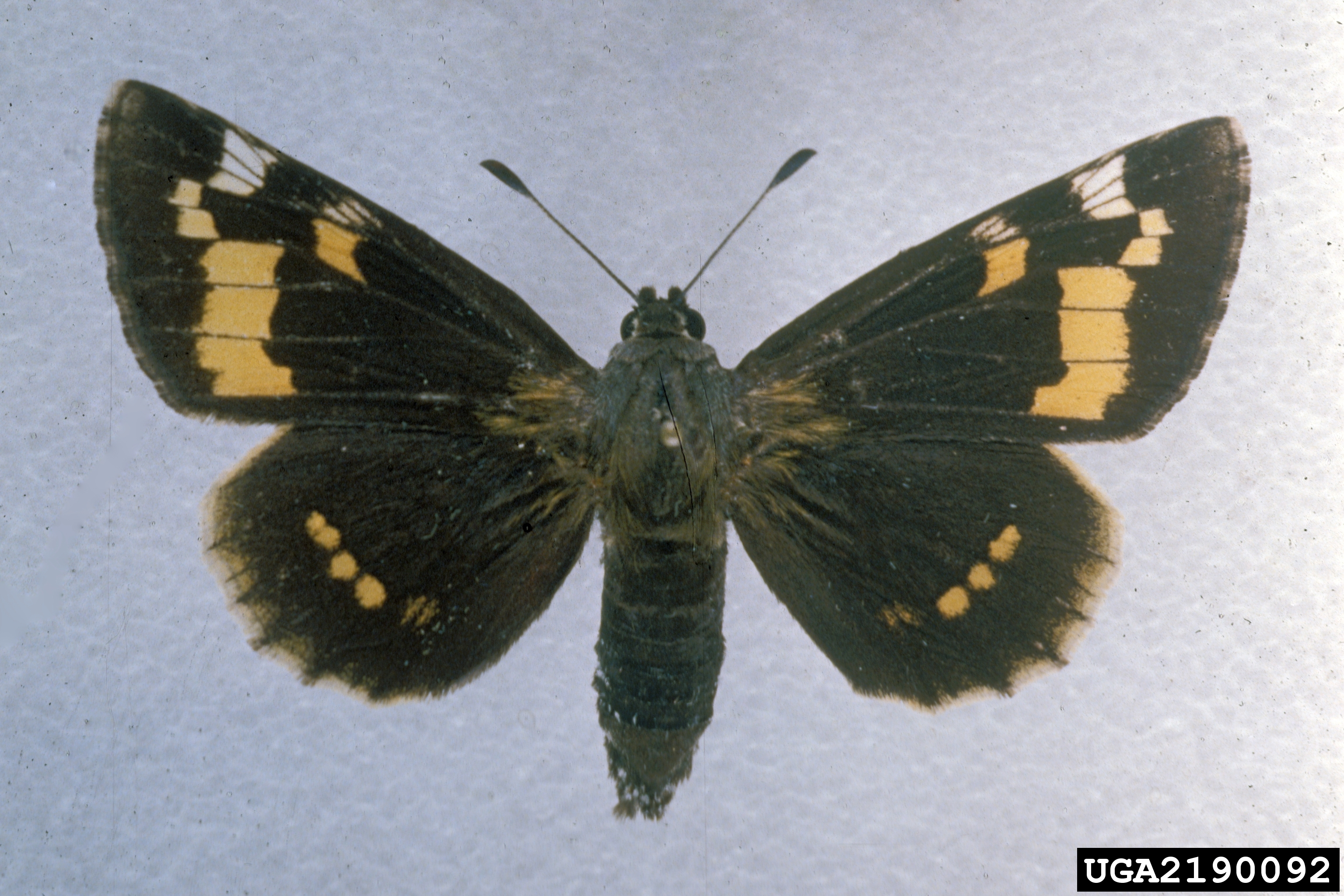